# Educació lenta
L'educació lenta és una filosofia i mètode d'ensenyament adaptatiu i no basat en estandarditzacions. Nascuda al context del moviment lent, el seu nom també vol distingir una manera d'educar personalitzada i cuidada, igual que la slow food en contraposició al menjar ràpid escombraria, esforçant-se en associar cultura i personalització amb una escola de qualitat.
Per una banda és una reacció als requisits curriculars cada vegada més densos i compactats, als quals es van afegint continguts contínuament per demandes parcials, sense tenir en compte cap visió global i que fan que professorat i estudiants acabin passant-los d'una manera no prou profunda com per a pair-los i crear-se una mirada crítica, personal, lliure i creativa. D'altra banda es tracta també d'una reacció a la proliferació d'exàmens, i especialment de tests estandarditzats que afavoreixen mesures quantitatives d'índexs artificials d'uns i altres, abans que de la qualitat i de la comprovació pràctica visible per sentit comú i observació i coneixença dels estudiants per part dels professors.
L'educació lenta és un mètode individualitzat i de qualitat que es pot portar a terme amb èxit en ambients rigorosos, com per exemple a escoles de preparació per exàmens de selectivitat. Tanmateix, al llarg dels segles XX i XXI és típica i freqüent a l'escolarització a casa, l'educació democràtica i a les escoles lliures anarquistes.

## Context
L'educació lenta forma part dels moviments per la lentitud que han sorgit en els darrers anys i convida a gaudir del temps d'educar. Actualment el moviment slow engloba, a més de l'educació lenta, slow food, slow sex i slow cities, entre d'altres.
Tot el que tenen en comú aquests moviments és que busquen el temps just per fer quelcom, insisteixen per treballar en un futur de més qualitat, i que volen retornar el temps a les persones. Pretenen també treballar des del present i saber-se posicionar de manera crítica davant de la societat actual. D'aquesta manera, s'ha volgut fer reflexió en un aspecte tan important com és l'Educació, donant-li el temps que necessita.

## Història
L'any 2002 va començar a aparèixer el moviment sobre l'educació lenta. Aquesta va en contra de currículums sobrecarregats que no tenen en compte les necessitats i els ritmes dels infants, ja que cal conèixer i comprendre els ritmes individuals i personals. A més, també s'oposa als aprenentatges que es donen abans d'hora i als horaris rígids i excessivament compactats.
D'altra banda, les altes expectatives que dipositen les famílies en l'educació dels seus fills generen una forta obsessió perquè els seus fills interioritzin els màxims coneixements possibles, moltes vegades abans del que els tocaria per edat, i això provoca que hi hagi una precipitació en l'adquisició dels coneixements, que no afavorirà ni a llarg ni a curt termini, ja que no seran aprenentatges significatius ni funcionals. Educació lenta no vol dir fer les coses de manera lenta, a poc a poc, sinó que vol dir dedicar temps de qualitat a l'educació, és a dir, alentir el ritme d'aprenentatge accelerat i així poder aconseguir uns bons resultats.

## Objectius
L'objectiu que pretén l'educació lenta és bàsicament el respecte individual dels aprenentatges, és a dir, fomenta que es doni temps als alumnes per processar els aprenentatges que han d'anar adquirint.
Així mateix, cal donar el temps necessari a les activitats que es vulguin realitzar, prioritzant allò que realment és important i seleccionant allò que realment pot ser prescindible. La visió que té aquest nou moviment és que hi ha un excés de continguts dins del currículum escolar i una mala distribució de l'espai del temps, per tant, es fa realitat la màxima que prega "menys és més", és a dir, millor poc i bé que massa i malament.
L'educació lenta busca la qualitat en els processos, reflexionant sobre la seva finalitat i la seva intenció. Aquesta qualitat arribarà quan es doni importància al procés i a l'elaboració, en comptes de només pensar en el temps que s'hi dedica o en els coneixements que es poden arribar a adquirir.
Aquesta metodologia fomenta la connexió entre l'educació formal i la informal, ja que ambdues aporten elements necessaris per complementar-se. Es considera important donar temps als alumnes per reflexionar, buscar un temps inactiu on no s'hagi de pensar en què fer, com fer-ho o perquè fer-ho. Aquest temps l'han d'aprendre a gestionar i a decidir perquè el volen utilitzar. La idea que transmet l'educació lenta és que cal tornar temps a la infància, deixar-los gaudir de les hores de joc i no atapeir-los amb les extraescolars.

## Educació lenta des de l'Administració pública, la família i l'escola

### Administració pública
L'administració pública tal com planteja el currículum escolar, no permet treballar el temps ni respectar els ritmes individuals. Els horaris són molt marcats, rígids i dona poca flexibilitat als centres educatius a l'hora de gestionar el temps. Per aquest motiu si des de l'administració no es promou flexibilitat de temps i de gestió, serà complicat que els docents tinguin l'oportunitat de donar temps als alumnes per adquirir els coneixements necessaris. L'administració només té en compte els resultats que s'obtenen i no té en compte el procés que cal fer per a obtenir-los així com tampoc comprèn la diversitat que hi ha a cada aula. L'educació lenta promou uns currículums menys plens sense tants coneixements per interioritzar. Busca la qualitat en comptes de la quantitat.

### Família
Segons aquest moviment, la família hauria de contagiar-se d'aquesta filosofia i d'aquest pensament. Les famílies en comptes d'omplir les hores lliures dels infants fomentant aprenentatges que no els pertoquen pel seu moment evolutiu, haurien de replantejar la situació i enfocar-la creient que els nens i nenes tenen molt de temps per créixer i per anar adquirint els coneixements que siguin necessaris. Per molt que comencin abans, no vol dir que els aprenguin i els retinguin. L'educació lenta comença des de casa, ja que la família és el nucli més proper als infants. Si els pares i les mares no valoren el temps, és molt difícil que els fills puguin treballar-ho a casa i a l'escola. Els pares i mares també estan obsessionats amb els resultats acadèmics, cosa que pot dificultar la gestió de l'educació lenta. A més, cal que les famílies, tot i viure en temps accelerats, no menyspreïn el valor de la lentitud a l'hora de realitzar diferents accions i que valorin que l'error forma part del seu propi aprenentatge. Hi ha coses que només amb un temps adequat es poden realitzar. La tendresa, per exemple, requereix el seu temps.
Cal donar un temps apropiat per a totes les coses, un temps més pròxim al temps Kairós, que no un temps Cronos, marcat pel temps implacable del rellotge. Per això, els pares no han de comparar els fills amb la resta, ja que cada nen té el seu ritme, cadascú necessita el seu temps per dur a terme les seves accions i els pares i mares n'han de ser conscients. Tanmateix és important passar temps amb els infants, la presència és una de les bases educatives, així crear estones de conversa, fer activitats compartides i jugar junts, és important.

### Escola
L'educació lenta a l'escola està una mica condicionada. Els docents reben estipulats una sèrie d'aspectes curriculars que s'han de complir i davant d'això els costa donar flexibilitat als alumnes. El fet de rebre elements estipulats fa que els mateixos docents tinguin pressió per realitzar les competències que es demanen i per tant, vegin que el temps és poc i que quants més continguts i competències adquireixin els alumnes en el temps que disposen, millor, ja que així podran realitzar les avaluacions pertinents. L'escola hauria de ser més flexible en qüestions d'espai i de temps i plantejar-se quina finalitat vol per cada un d'aquests aspectes. L'equip docent ha de treballar per fomentar aquesta educació. Cal ser pacient i creure que el canvi educatiu és viable.
L'educació lenta ha de ser visible a la nostra societat. Una educació que lluita per obtenir bons resultats, donant importància al procés i no només, al resultat. En definitiva, l'educació lenta és una part de tota una filosofia d'entendre i de viure la vida.